# Pāshkam
Pāshkam (persiska: پاشکم) är en ort i Iran.   Den ligger i provinsen Gilan, i den nordvästra delen av landet, 280 km nordväst om huvudstaden Teheran. Pāshkam ligger 34 meter över havet och antalet invånare är 852.
Terrängen runt Pāshkam är platt åt nordost, men åt sydväst är den kuperad.Runt Pāshkam är det ganska tätbefolkat, med 134 invånare per kvadratkilometer. Närmaste större samhälle är Māsāl, 2,5 km söder om Pāshkam. Trakten runt Pāshkam består till största delen av jordbruksmark.